# 台鐵20000系鋼體客車
臺鐵20000系鋼體客車，是臺灣鐵路管理局所使用的一種復興號等級的客車車型。

## 概要
1979年，臺鐵縱貫線鐵路電氣化完工，台鐵向唐榮鐵工廠引進200輛空調客車，除40FP10000+40FPK10000+40FPK11000共80輛，另120輛即為40SP20000+40SPK20000+40SPK21000復興號(時稱冷氣對號車)車廂，統稱20000系鋼體客車。
營運初期是以莒光特快附掛對號方式營運，車身配色也只比莒光號多一條白線做區別（即為兩條白線），之後稱之為莒興號，和獨立開行復興號。後為避免有旅客持莒興號車票但搭乘莒光號車廂，所以就拆開營運，復興號車廂顏色也改為現在的水藍色。
基本上20000系復興號與10000系莒光號之設計大致相同，外觀塗裝不看時，內裝較易做區別。莒光號每節車廂52座，而復興號則每節車廂多達60座，因此會有座椅對到窗壁的現象。
40SP20000型中部分客車等並無設置廁所(車底也無水箱等相關設施)，茶水間移至原廁所空間，而茶水空間則多裝設一排座位。其與40FPK20000型是唯二有6個大窗的復興號客車車型，之後的復興號車型均將靠車門的大窗改為2個小窗，其中一個為可以部份打開的緊急通風窗。
因營運設備已趨老舊，在近年陸續購入新車替換後，此批車已於2022年12月28日起退出定期營運行列。
40SPK21000型為第一代設置車長室的復興號客車。
- 40SP20000型：90輛，純客車。
- 40SPK20000型：15輛，純客車，附車長閥。
- 40SPK21000型：15輛，附車長室的客車。

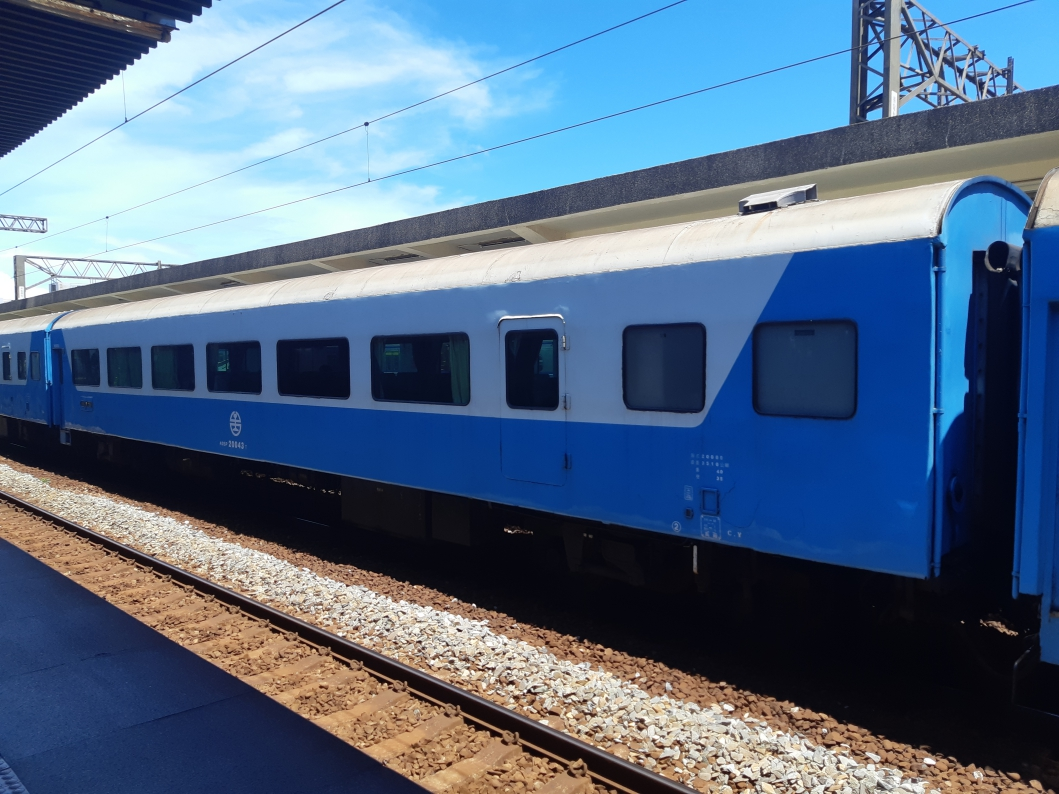
40SP20043T號

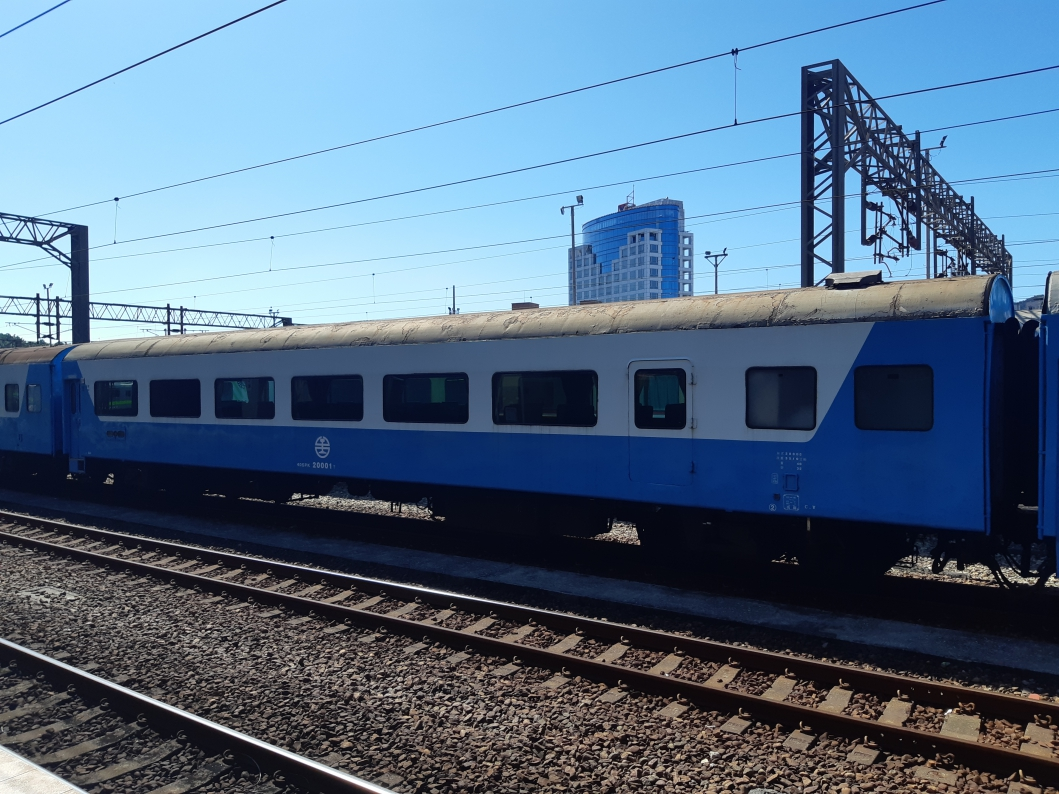
40SPK20001T號

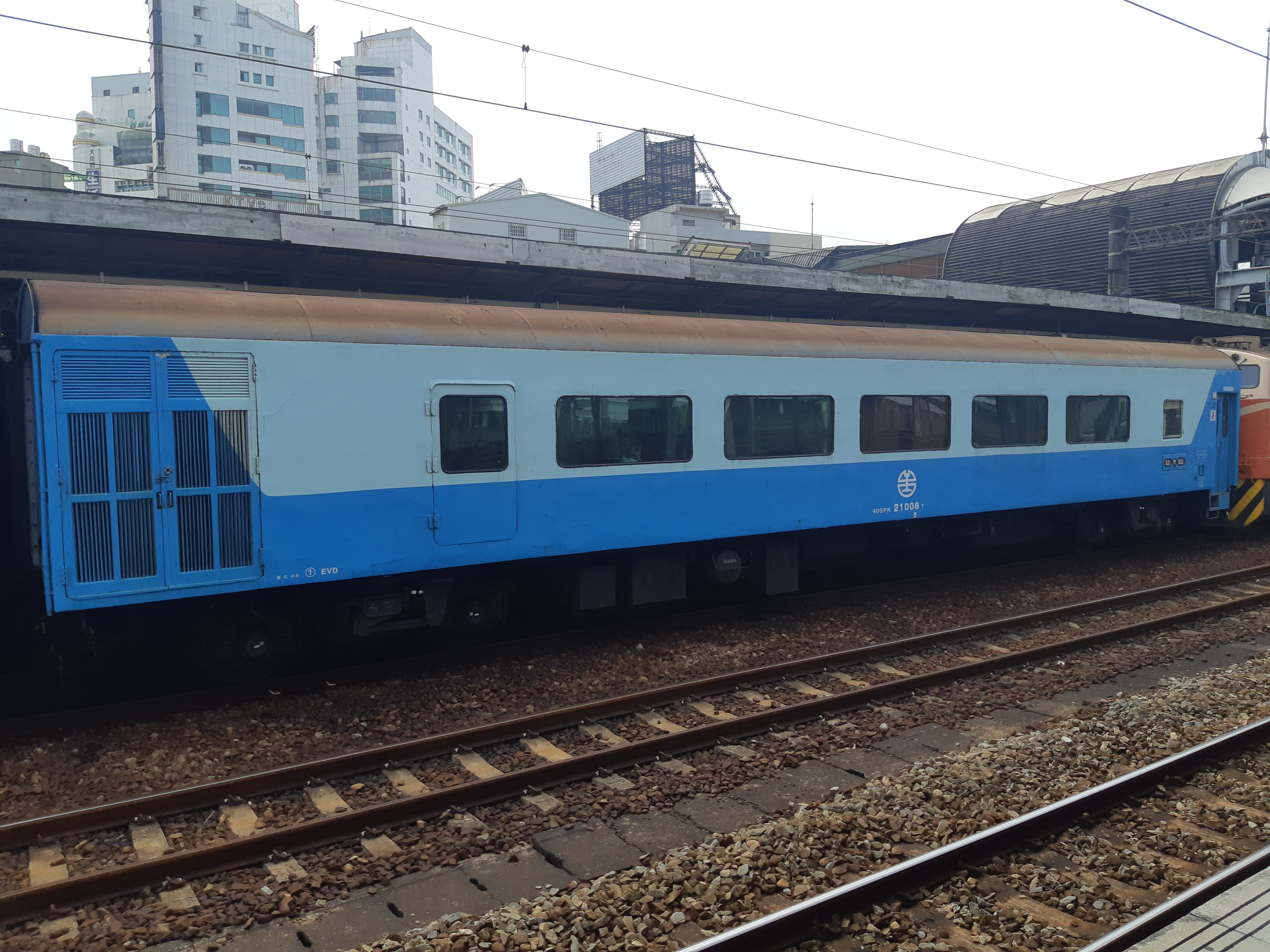
40SPK21008T號

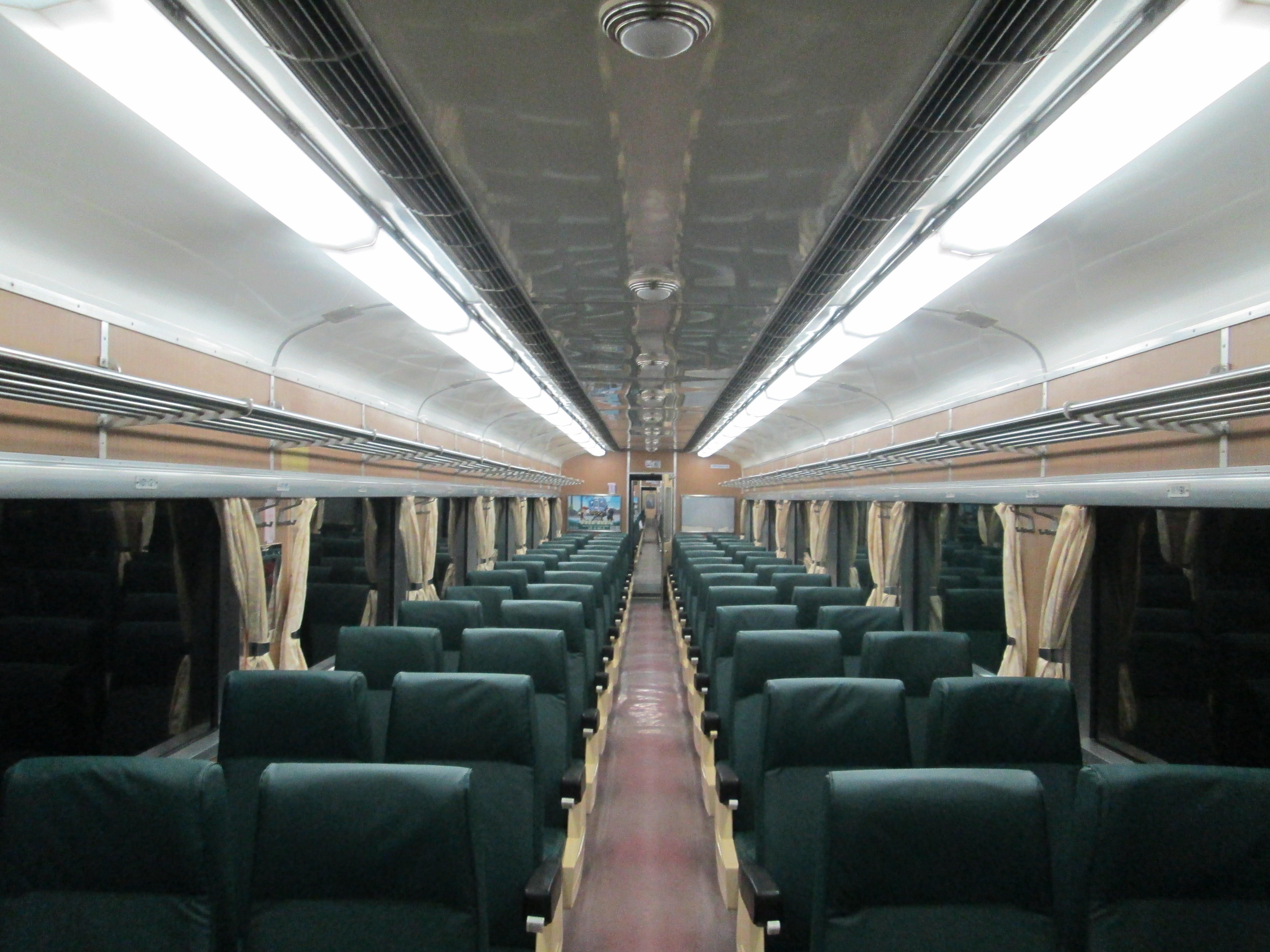
40SP20049T號內裝照

## 保存車輛
40SP20035
2019年經高雄機廠修復完畢後，於2021年7月移至國家鐵道博物館保存。
40SP20038
2015年3月31日與R70轉贈桃園市清華高級中等學校軌道車輛科，作為實習用。
40SP20040
2019年10月轉贈屏東縣政府消防局特種搜救大隊(位於屏東縣長治鄉)，做為特種搜救的教材之用。
40SP20053、20076
2021年由苗栗縣三義鄉公所購入後，保存於龍騰斷橋停車場。
40SP20060、20080、20090、40SPK20001
2022年報廢後，經修復保存於潮州鐵道文化園區。